# Coccimela
Coccimela là một chi bọ cánh cứng trong họ Chrysomelidae.
Chi này được Weise miêu tả khoa học năm 1898.

## Các loài
Chi này gồm các loài:
- Coccimela lopatini (Daccordi, 1983)